# Монтисело (Кентаки)
Монтисело (енгл. Monticello) град је у америчкој савезној држави Кентаки.

## Демографија
По попису из 2010. године број становника је 6.188, што је 207 (3,5%) становника више него 2000. године.
| Група             | 2000.         | 2010.         |
| Белци             | 5.591 (93,5%) | 5.534 (89,4%) |
| Афроамериканци    | 145 (2,4%)    | 166 (2,7%)    |
| Азијати           | 17 (0,3%)     | 15 (0,2%)     |
| Хиспаноамериканци | 177 (3,0%)    | 400 (6,5%)    |
| Укупно            | 5.981         | 6.188         |